# César Luis Menotti
César Luis Menotti (pronunție în spaniolă [ˈsesaɾ ˈlwis meˈnoti]), cunoscut ca El Flaco („cel subțire”) (n. 5 noiembrie 1938, Rosario, Provincia Santa Fe, Argentina – d. 5 mai 2024, Buenos Aires, Argentina) a fost un fotbalist și antrenor argentinian de fotbal, din această ultimă poziție câștigând Campionatul Mondial de Fotbal 1978 cu Argentina.

## Legături externe
Materiale media legate de César Luis Menotti la Wikimedia Commons
- Summary Arhivat în 28 iulie 2014, la Wayback Machine.
- es  Todo-Argentina biography
- es  Red Argentina profile
- es  ESPN Profile
- es  Full Spanish language electronic text of "El DT del Proceso", a book strongly critical of Menotti's ethics and his links to the military regime
- es  Futbol Factory profile (Archived)